# Anopheles evandroi
Anopheles evandroi är en tvåvingeart som beskrevs av Lima 1937. Anopheles evandroi ingår i släktet Anopheles och familjen stickmyggor. Inga underarter finns listade i Catalogue of Life.